# Can Pairot Romagosa
Can Pairot Romagosa és una obra del municipi de Begues (Baix Llobregat) inclosa en l'Inventari del Patrimoni Arquitectònic de Catalunya.

## Descripció
Es tracta d'un edifici entre mitgeres i de planta rectangular. Consta de planta baixa i dos pisos. És de composició simètrica a partir de les tres portes de la planta baixa i que tenen continuïtat en les obertures dels pisos. A la crugia central cal remarcar la porta d'accés amb motllures emmarcant el muntant i llinda, pilars embeguts d'obra vista, obertura balconera d'arc de mig punt i d'altres quatre de cegues (d'igual composició), barana massissa i escut coronant l'edifici.
Es presenta sòcol de pedra, porta principal de ferro forjat amb filigrana i persianes de llibret.